# Ignatius Ayau Kaigama
Ignatius Ayau Kaigama (* 31. července 1958, Kona, Taraba, Nigérie) je arcibiskup arcidiecéze Jos (od 14. dubna 2000) a předseda Nigerijské biskupské konference. Dříve byl biskupem diecéze Jalingo (1995-2000).

## Život
Ignatius Kaigama vystudoval teologii v Římě. Na kněze byl vysvěcen 6. června 1981. Ve studiu pokračoval na Gregoriánské univerzitě, kde roku 1991 získal doktorát z teologie. Biskupské svěcení obdržel 23. dubna 1995, arcibiskupem byl jmenován roku 2000.

### Boko Haram
Nigérie od roku 2009 trpí teroristickými útoky ze strany islamistické skupiny Boko Haram, která už má na svědomí několik tisíc životů civilistů. „Teroristé z Boko Haram nerozlišují. Útočí proti komukoli: muslimům, kteří nesdílejí jejich pohled, křesťanům, animistům, dětem i mladým lidem,“ uvedl Kaigama.
V souvislosti s odezvou politiků a médií na útok na redakci časopisu Charlie Hebdo v lednu 2015 arcibiskup Kaigama ostře kritizoval Západ za to, že tragédii Nigerijců ignoruje a podceňuje nebezpečí, které Boko Haram představuje.